# ماكس مارغوليس
ماكس مارغوليس (بالبولندية: Max Margules )‏ (و. 1856 – 1920 م) هو رياضياتي، وكيميائي، وفيزيائي، وعالم أرصاد جوية نمساوي، ولد في برودي، توفي عن عمر يناهز 64 عاماً.

## التعليم
تعلم في جامعة فيينا، وجامعة هومبولت في برلين.